# Macroglossum proxima
Macroglossum proxima är en fjärilsart som beskrevs av Butler 1875. Macroglossum proxima ingår i släktet Macroglossum och familjen svärmare. Inga underarter finns listade i Catalogue of Life.